# Гугунакаті (Колобні)
Гугунакаті (груз. გუგუნაყათი) — село в Грузії.
За даними перепису населення 2014 року в селі проживає 160 осіб.